# Le Silence de la forêt
Pour plus de détails, voir Fiche technique et Distribution.
Le Silence de la forêt est un film dramatique réalisé par Bassek Ba Kobhio et Didier Ouenangare (en), et sorti en 2003. 
Il s'agit d'une adaptation du roman éponyme d'Étienne Goyémidé,. Coproduction entre le Gabon, le Cameroun, la République centrafricaine et la France, c'est le premier long métrage tourné en République centrafricaine. C'est aussi le premier film à dépeindre les préjugés contemporains de certains Africains à l'égard du peuple pygmée.

## Synopsis
Gonaba (Eriq Ebouaney), inspecteur régional de l'enseignement en République centrafricaine, se sent frustré et découragé après avoir travaillé sous un régime militaire pendant plus de dix ans. Il s'intéresse à la défense des Baaka, un groupe de pygmées nomades Mbenga. Le film dépeint les Baaka comme étant généralement ignorés et maltraités dans la société et dont l'existence est souvent menacée par l'urbanisation et le développement économique.

## Fiche technique
- Titre original : Le Silence de la forêt[6]
- Réalisation : Bassek Ba Kobhio et Didier Ouenangare (en)
- Scénario : Étienne Goyémidé
- Photographie : Pierre-Olivier Larrieu
- Montage : Joseph Licidé
- Musique : Manu Dibango
- Décors : Heather Cameron
- Production : Annie Izoungou, Charles Mensah, Abderrahmane Sissako
- Sociétés de production : Agence intergouvernmentale de la francophonie, Nord-Express Productions, Arte France Cinéma, Centre national du cinéma, Les Films Terre Africaine
- Pays de production :  République centrafricaine -  Cameroun -  Gabon -  France
- Langue originale : français
- Format : couleurs
- Genre : film dramatique
- Durée : 93 minutes
- Dates de sortie : 
  - France : 19 mai 2003 (Festival de Cannes 2003)

## Distribution
- Eriq Ebouaney : Gonaba
- Nadège Beausson-Diagne : Simone
- Sonia Zembourou : Kali
- Philippe Mory : le préfet